# Iłona Usowicz
Iłona Usowicz, biał. Ілона Усовіч (ur. 14 listopada 1982 w Czerwieniu) – białoruska lekkoatletka specjalizująca się w długich biegach sprinterskich, trzykrotna uczestniczka letnich igrzysk olimpijskich (Ateny 2004, Pekin 2008, Londyn 2012).
Siostra sprinterki Swiatłany Usowicz.

## Sukcesy sportowe
- mistrzyni Białorusi w biegu na 400 metrów — 2006[1]
- wicemistrzyni Białorusi w biegu na 400 metrów – 2011[2]
- brązowa medalistka mistrzostw Białorusi w biegu na 400 metrów – 2011[3]
- wicemistrzyni Białorusi w biegu na 800 metrów – 2011[2]
- trzykrotna halowa mistrzyni Białorusi w biegu na 400 metrów – 2006[4], 2007[5], 2008[6]
- dwukrotna halowa wicemistrzyni Białorusi w biegu na 400 metrów – 2003[7], 2005[8]
- reprezentantka kraju w pucharze Europy

| Rok  | Miasto     | Zawody                    | Konkurencja                      | Wynik                     |
| ---- | ---------- | ------------------------- | -------------------------------- | ------------------------- |
| 2004 | Budapeszt  | Halowe mistrzostwa świata | sztafeta 4 x 400 m               | srebrny medal             |
| 2005 | Madryt     | Halowe mistrzostwa Europy | bieg na 400 m                    | 4. miejsce                |
| 2006 | Moskwa     | Halowe mistrzostwa świata | sztafeta 4 x 400 m               | brązowy medal             |
| 2006 | Göteborg   | Mistrzostwa Europy        | sztafeta 4 x 400 m bieg na 400 m | srebrny medal 5. miejsce  |
| 2007 | Birmingham | Halowe mistrzostwa Europy | sztafeta 4 x 400 m bieg na 400 m | złoty medal srebrny medal |
| 2007 | Osaka      | Mistrzostwa świata        | sztafeta 4 x 400 m bieg na 400 m | 5. miejsce 7. miejsce     |
| 2008 | Walencja   | Halowe mistrzostwa świata | sztafeta 4 x 400 m               | srebrny medal             |
| 2008 | Pekin      | Igrzyska olimpijskie      | sztafeta 4 x 400 m               | 4. miejsce                |
| 2011 | Taegu      | Mistrzostwa świata        | sztafeta 4 x 400 m               | 6. miejsce                |
| 2012 | Helsinki   | Mistrzostwa Europy        | bieg na 400 m                    | brązowy medal             |
| 2017 | Nassau     | IAAF World Relays         | sztafeta 4 x 800 m               | srebrny medal             |

## Rekordy życiowe
- bieg na 400 metrów – 50,31 – Osaka 27/08/2007 (rekord Białorusi)
- bieg na 400 metrów (hala) – 51,00 – Birmingham 03/12/2007
- bieg na 600 metrów (hala) – 1:25,91 – Mohylew 02/02/2008
- bieg na 800 metrów – 1:59,38 – Brześć 21/05/2011
- bieg na 800 metrów (hala) – 2:02,94 – Mohylew 27/01/2007

Wielokrotna rekordzistka kraju w sztafecie 4 x 400 metrów, do poziomu 3:21,85 (2008) na stadionie oraz 3:27,83 (2007) w hali. Oba te wyniki są aktualnymi rekordami Białorusi.